# Müngersdorf
Der Stadtteil Müngersdorf liegt im Westen der Stadt Köln im Stadtbezirk Lindenthal. Bundesweit bekannt ist der Stadtteil aufgrund des Rheinenergiestadions, der Spielstätte des 1. FC Köln. Zudem ist die ebenfalls bundesweit bedeutende Deutsche Sporthochschule Köln im Stadtteil beheimatet. Bedingt durch die Lage im Äußeren Kölner Grüngürtel zählt der Ort zu den bevorzugten Wohnvierteln der Stadt.

## Lage
Müngersdorf grenzt im Osten an Ehrenfeld und Braunsfeld, im Süden an Lindenthal und Junkersdorf, im Westen ebenfalls an Junkersdorf und an Lövenich. Im Norden an Widdersdorf und Vogelsang.

## Geschichte

### Urgeschichte
Gefundene Werkzeuge einer linienbandkeramischen Ansiedlung aus dem 5. Jahrtausend v. Chr. könnten eine lange Siedlungsgeschichte des Ortes belegen.

### Römerzeit

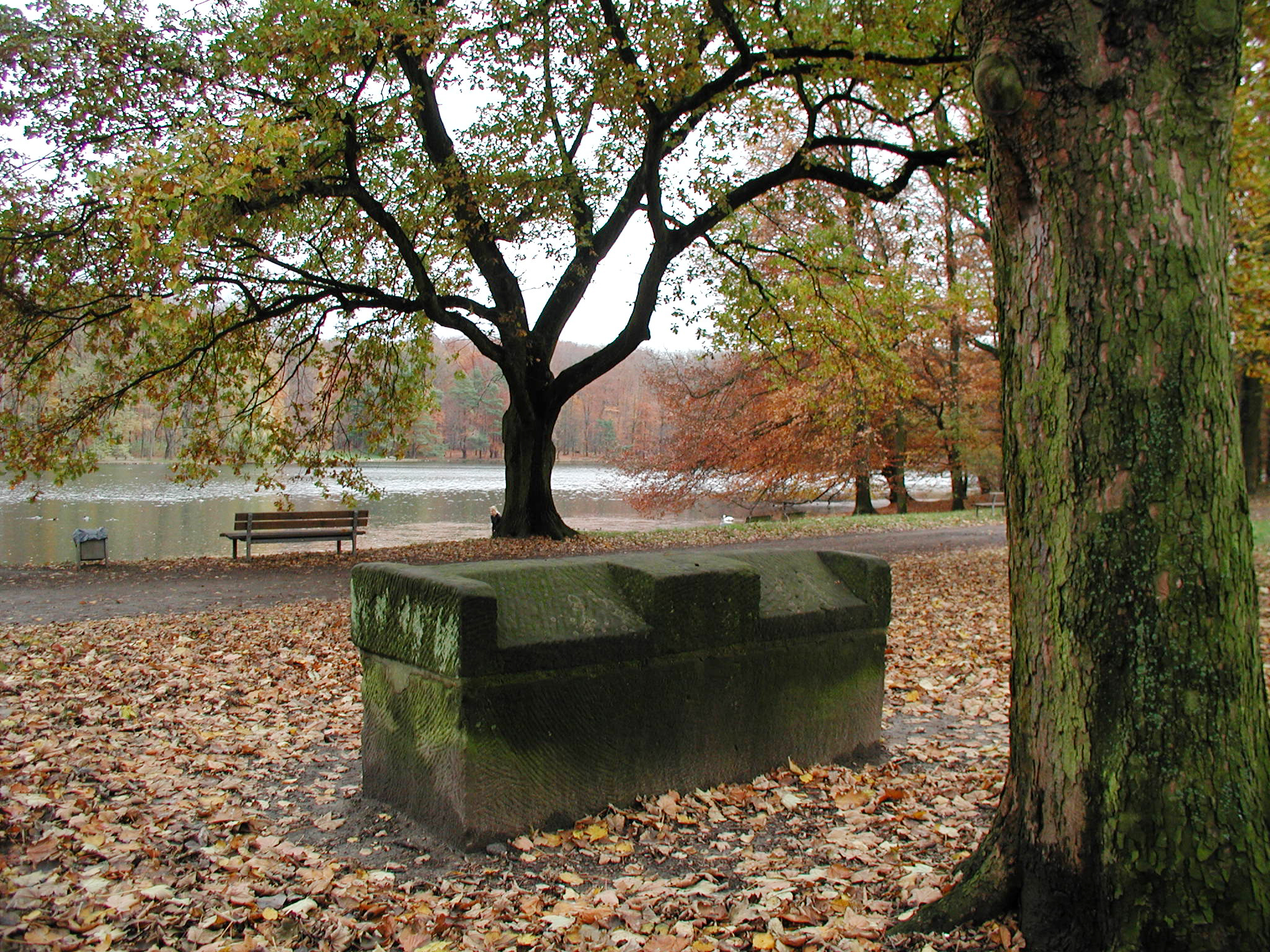
Adenauer-Weiher, Römischer Sarkophag

Beiderseits der durch Müngersdorf verlaufenden Römerstraße Via Belgica, der heutigen Aachener Straße, wurden im Laufe der Jahre zahlreiche Funde aus römischer Zeit zu Tage gefördert, die auf eine kontinuierliche Besiedlung auch in der Antike hinweisen.
Ab 50 nach Christus entstand in Müngersdorf die Villa rustica von Köln-Müngersdorf, ein römischer Gutshof, der samt seinem Gräberfeld 1925/26 in großen Teilen ergraben wurde. Wesentliche Teile des Hofes stammen aus dem 3. Jahrhundert, der Gutshof wurde bis ans Ende des 4. Jahrhunderts genutzt.

### Frühmittelalter
Auch in der Merowingerzeit blieb die Gegend besiedelt. Hierauf verweist unter anderem ein frühmittelalterliches Gräberfeld aus 149 Gräbern der Zeit zwischen etwa 440 und 640 n. Chr., das in den 1920er Jahren nahe dem Stadion an der Aachener Straße unter der Leitung von Fritz Fremersdorf in damals vorbildlich moderner Technik vollständig ausgegraben wurde. Dies lässt auf eine Anzahl von etwa 50–55 gleichzeitig lebenden Menschen schließen. Ein großes Gräberfeld ähnlicher Zeit, das unter dem Namen Köln-Junkersdorf bekannt ist, liegt nur etwa 1 km westlich.
899 wurde ein kleiner Weiler und das Hofgut Morsdorf, welches zu den Besitztümern des Kölner Stiftes St. Gereon gehörte, urkundlich erwähnt.

### Mittelalter- und frühe Neuzeit
Der Ortsname „Mundestorp“ fand erstmals schriftliche Erwähnung in einer Urkunde des Erzbischofs Warin vom 25. Oktober 980, die eine Schenkung an St. Ursula zum Inhalt hat. Über sicherlich mehrere im Lauf der Jahrhunderte erfolgte Namensänderungen dürfte der heutige Name Müngersdorf entstanden sein. Seit dem Mittelalter gehörte Müngersdorf politisch zum Amt Königsdorf im Kurfürstentum Köln.
Die dörfliche Struktur wurde durch mehrere Gutshöfe geprägt:
- Das mehrmals nach Verfall oder Zerstörung wieder aufgebaute Klostergut Morsdorfer Hof. 1663 hatte es eine Größe von 210 Morgen Land.
- der Kirchen- oder Harzheimer Hof, Besitztum der Zisterzienser-Abtei Altenberg,
- der Petershof, der in Urkunden auch Marienhof genannt wurde.
- der Le Maire- oder Domshof in der Wendelinstraße
- der Herriger- oder Türkshof in der Herriger Gasse (1843 erwähnt)
- der Gutshof Belvedere in der Wendelinstraße (1844 erwähnt)

Neben diesen Gutshöfen prägten das Ortsbild auch viele kleine Fachwerk- oder Backsteinhäuser der Landarbeiter, von denen im heutigen Müngersdorf noch einige zu sehen sind, so zum Beispiel das „Pescher Hüsje“ (renoviert), das Haus Fenger-Schöngen (verfallend) oder das kleine Wirtshaus „Im St. Wendelin“.
1794 besetzten französische Truppen den Ort und es entstand die Mairie Müngersdorf, die zum Kanton Weiden im Arrondissement de Cologne im Département de la Roer gehörte. Sitz des Bürgermeisters wurde der (1910 abgerissene) Domshof.

### Preußische Zeit

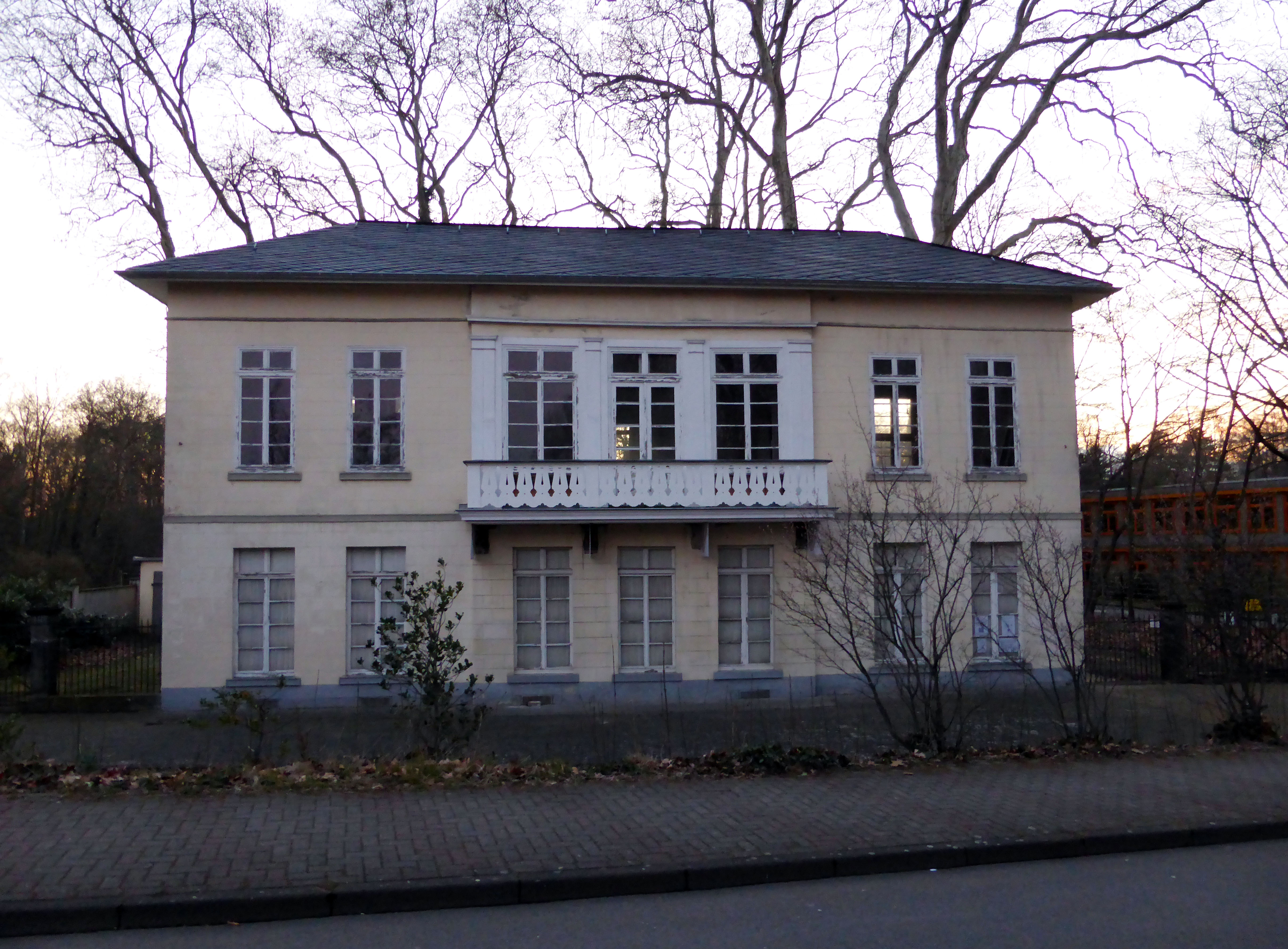
Der ehemalige Bahnhof Belvedere

Aus der französischen Mairie Müngersdorf wurde 1815 die preußische Bürgermeisterei Müngersdorf, die seit 1816 zum Landkreis Köln gehörte. Zur Bürgermeisterei bzw. Gemeinde Müngersdorf gehörten neben Müngersdorf die Ortschaften Bickendorf, Bocklemünd, Ehrenfeld, Melaten, Mengenich, Ossendorf, Subbelrath und Vogelsang.
1830 wurde das mittlerweile säkularisierte Dominialgut Morsdorfer Hof mit 442 Morgen zum Verkauf angeboten. 1881 wurde ein Anwalt mit Namen August Elven als neuer Eigentümer verzeichnet. Die Stadtgemeinde Köln (das Armenstiftungs-Vermögen) war 20 Jahre später Eigentümerin des Morsdorfer Hofes. 1929 schließlich wurde er endgültig abgerissen und das gewonnene Gelände für Wohnzwecke parzelliert.
1839 wurde die Eisenbahnstrecke vom Kölner Bahnhof Am Thürmchen nach Müngersdorf mit dem Bahnhof Belvedere in Betrieb genommen. Der Bahnhof Belvedere gilt heute als ältestes im Original erhaltenes Bahnhofsgebäude Deutschlands und befindet sich seit Jahren in der Restaurierung. Müngersdorf behielt sein anhand der vielen Höfe dominierendes landwirtschaftliches Gepräge bis zu Beginn des 20. Jahrhunderts nahezu unverändert.
Ehrenfeld und Subbelrath wurden am 1. Januar 1867 von der Gemeinde Müngersdorf abgetrennt und zu einer eigenen Gemeinde Ehrenfeld zusammengefasst. Die Bürgermeisterei Müngersdorf bestand seitdem aus den beiden Gemeinden Müngersdorf und Ehrenfeld. Gleichzeitig wurde Vornippes aus der Bürgermeisterei Müngersdorf in die Bürgermeisterei Longerich umgegliedert.
Durch die Anlage des Kölner Festungsrings 1870/80 wurde die Bürgermeisterei Müngersdorf eng an die Stadt Köln angebunden. Das preußische Fort V in Müngersdorf (Walter-Binder-Weg) mit seinen Kasematten wurde 1874 errichtet und diente seit 1879 als Festungsgefängnis der Königlichen Militär-Behörden-Garnison-Besatzung.

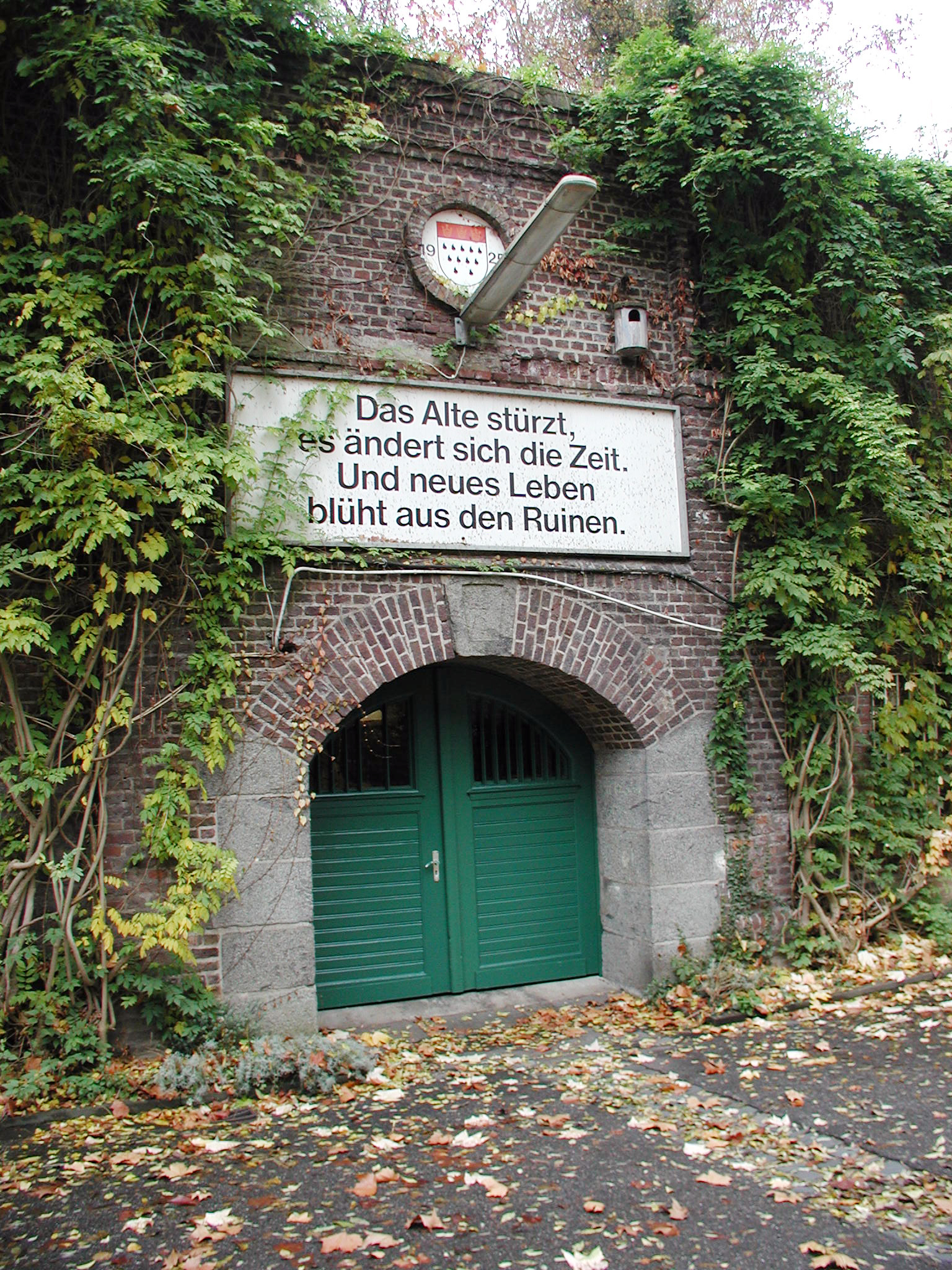
Zwischenwerk V a

Am 8. Oktober 1879 erhielt Ehrenfeld die Rheinische Städteordnung, schied aus der Bürgermeisterei Müngersdorf aus und wurde zu einer eigenen Bürgermeisterei erhoben. 1888 wurde Müngersdorf mit seinen Ortsteilen schließlich nach Köln eingemeindet.
Bürgermeister im 19. Jahrhundert waren
- 1808–1836 Mathias Klein
- 1837–1846 Franz Andreas Klein
- 1846–1847 Tillman Klein (kommissarischer Bürgermeister)
- 1847–1849 Jakob Theodor Iven
- 1850–1851 Peter Josef Felten (kommissarischer Bürgermeister)
- 1851–1858 Carl Theodor Felten
- 1859–1878 Christian Schult
- 1878–1880 Wilhelm Hackländer (kommissarischer Bürgermeister)

### Das 20. Jahrhundert
Wesentliche Veränderungen im Ortsbild gab es vorerst nicht. Bauliche Erweiterungen erfolgten erst ab 1900 durch die Ansiedlung von Industrie in dem abseits des alten Ortskerns gelegenen Gebiet um die Eupener Straße. Unterstützt durch die Anlage des Äußeren Grüngürtels in den 1920er Jahren, initiiert durch Konrad Adenauer und Stadtbaumeister Fritz Schumacher, entwickelte sich Müngersdorf von einem bäuerlichen Vorort verstärkt zu einem Villenvorort. Noch heute sind Teile alter Vierkanthöfe und ein komplett erhaltener Vierkanthof, der Petershof, im Ortskern erhalten. Beiderseits der Aachener Straße – vor allem aber südlich davon – wurde in den 1920er Jahren im Rahmen des Grüngürtel-Baus ein großer Sportkomplex mitsamt Stadion errichtet.
Diese heute fast in Vergessenheit geratenen Spiel- und Sportparke waren in der Weimarer Republik ein verbreiteter Freiraumtypus und sollten neben der Entwicklung sportlicher Aktivitäten soziale Spannungen zu dämpfen vermögen. Die Verantwortung für die Planung hatte Fritz Encke, damaliger Stadtgartendirektor, inne. Die Anlage war stark axial geprägt und verfügte neben drei Haupt-Kampfbahnen über Leichtathletik-, Tennis- und Hockeyplätze, Rad-, Reit- und Schwimmbahnen sowie ein Freiluftbad. Obwohl stark überformt, besteht der Sportpark Müngersdorf weiterhin: auf der Fläche der ehemaligen Hauptkampfbahn befindet sich heute das Rheinenergiestadion.
Im oben angeführten ehemaligen Fort und dem angrenzenden Bereich befand sich in der Zeit des Nationalsozialismus während des Zweiten Weltkrieges das Deportationslager Köln-Müngersdorf. Hier wurden die aus ihren Häusern und Wohnungen vertriebenen Juden konzentriert, bevor sie in die Vernichtungslager abtransportiert wurden. Lediglich die Pfarrchronik der Gemeinde St. Wendelin, zur damaligen Zeit von Pfarrer Leo Ditges geführt, gibt eine ungefähre Vorstellung über die Gefangenschaft der Juden in diesem Lager. In den Lagerbaracken hinter dem Fort waren zeitweise bis zu 2.500 Juden aus dem Bezirk Köln/Aachen untergebracht, welche alle abtransportiert wurden.
Um 1962 wurde das zunächst noch relativ gut erhalten gebliebene Fort V abgerissen. Hohe Unterhaltungskosten und eine fehlende Folgenutzung waren die Gründe. Heute zeugt nur noch eine Waldlichtung von der Lage des Werkes. Ein Gedenkstein am Sportplatz im Hermann-Garke-Weg erinnert an die NS-Opfer.
Das an der Belvederestraße gelegene Zwischenwerk V a wurde 1925 in eine so genannte Freiluft- und Gartenschule, abgekürzt Freiluga, umgestaltet. Die dabei freigestellte Kehlkaserne des Festungsbauwerks ist so erhalten, die stadtauswärts liegende Spitzkaserne wurde abgerissen. Die seitlichen Wehrgräben sind in Resten im Gelände noch sichtbar, ebenso im nördlichen Graben ein Felsengarten mit Teich. Die Freiluga enthält als Ausstellungsstück ein mit Originalmaterialien (zum Beispiel Braunkohle) nachgebildetes Kölner Rheintalprofil. Festungsanlage, Freiluga und Profil stehen seit 1980 unter Denkmalschutz.

## Bevölkerungsstatistik
Struktur der Bevölkerung von Köln-Müngersdorf (2021):
- Durchschnittsalter der Bevölkerung: 44,3 Jahre (Kölner Durchschnitt: 42,3 Jahre)
- Ausländeranteil: 16,7 % (Kölner Durchschnitt: 19,3 %)
- Arbeitslosenquote: 5,9 % (Kölner Durchschnitt: 8,6 %)

## Kirchen

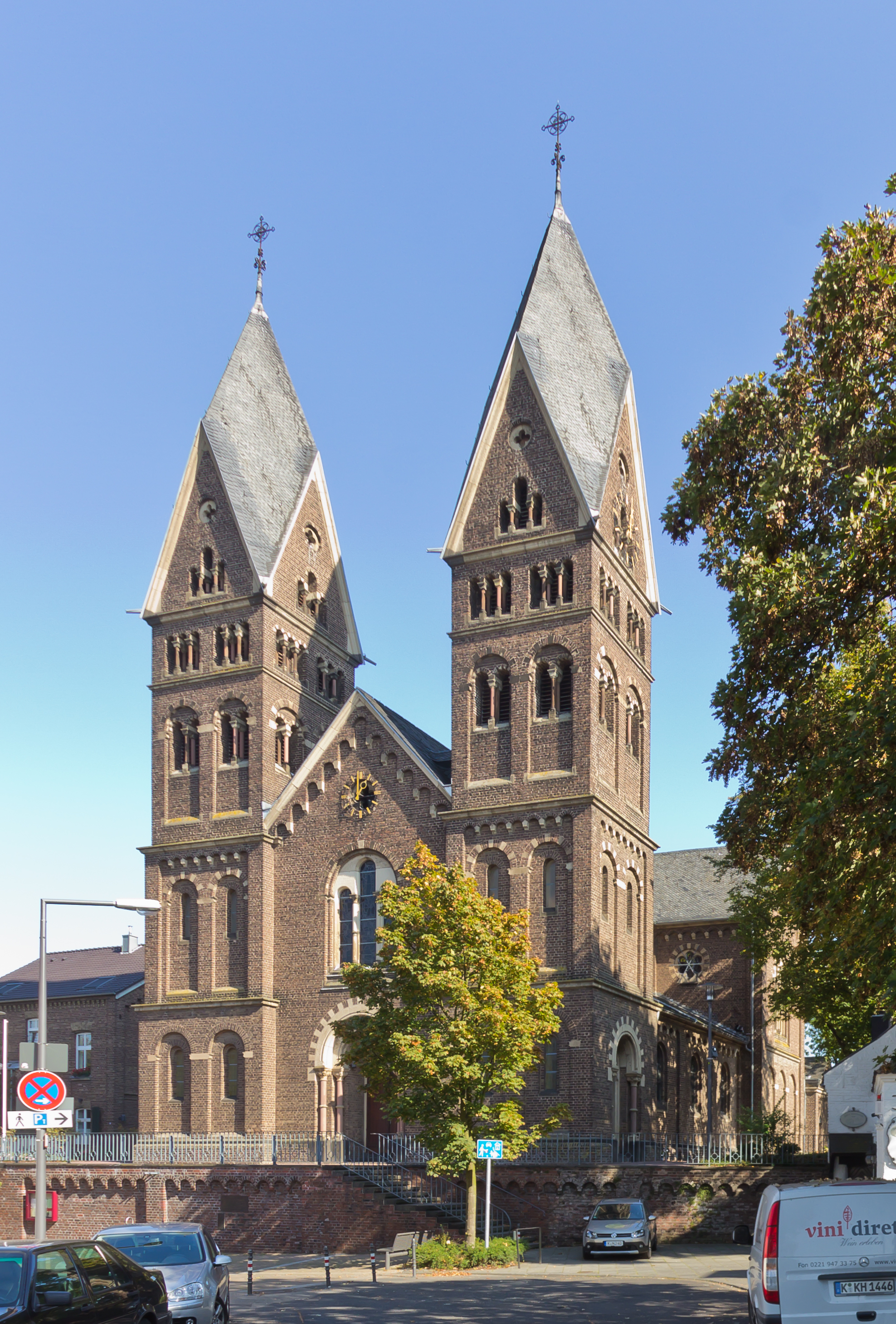
Sankt Vitalis

Die neuromanische Backsteinbasilika St. Vitalis wurde durch den Architekten Theodor Kremer 1889/90 erbaut. Bis zum Jahr 1888 stand an gleicher Stelle die vom Stift St. Aposteln zu Beginn des 13. Jahrhunderts gegründete ehemalige Pfarrkirche. Eine Umgestaltung des Inneren fand 1960 durch den Architekten Rudolf Schwarz statt.
Auch das neben der Kirche gelegene, aus dem Jahr 1880 stammende Pfarrhaus ist noch erhalten.
Die Evangelische Clarenbach-Kirchengemeinde betreut die Gläubigen der Stadtteile Müngersdorf und Braunsfeld. Gottesdienste werden in der über 50-jährigen Clarenbachkirche an der Aachener Straße 458 abgehalten.
Am Brauweiler Weg 8 in Köln Müngersdorf befindet sich die Altentagesstätte Dr. Schaefer Ismer. Ein Wohnhaus, das von einem Ehepaar namens Dr. Schaefer-Ismer nach ihrem Ableben an die Evangelische Clarenbach-Kirchengemeinde mit der Maßgabe gespendet wurde dieses und das dazugehörige Grundstück als offenes Haus für Senioren zu führen.

## Bildungseinrichtungen

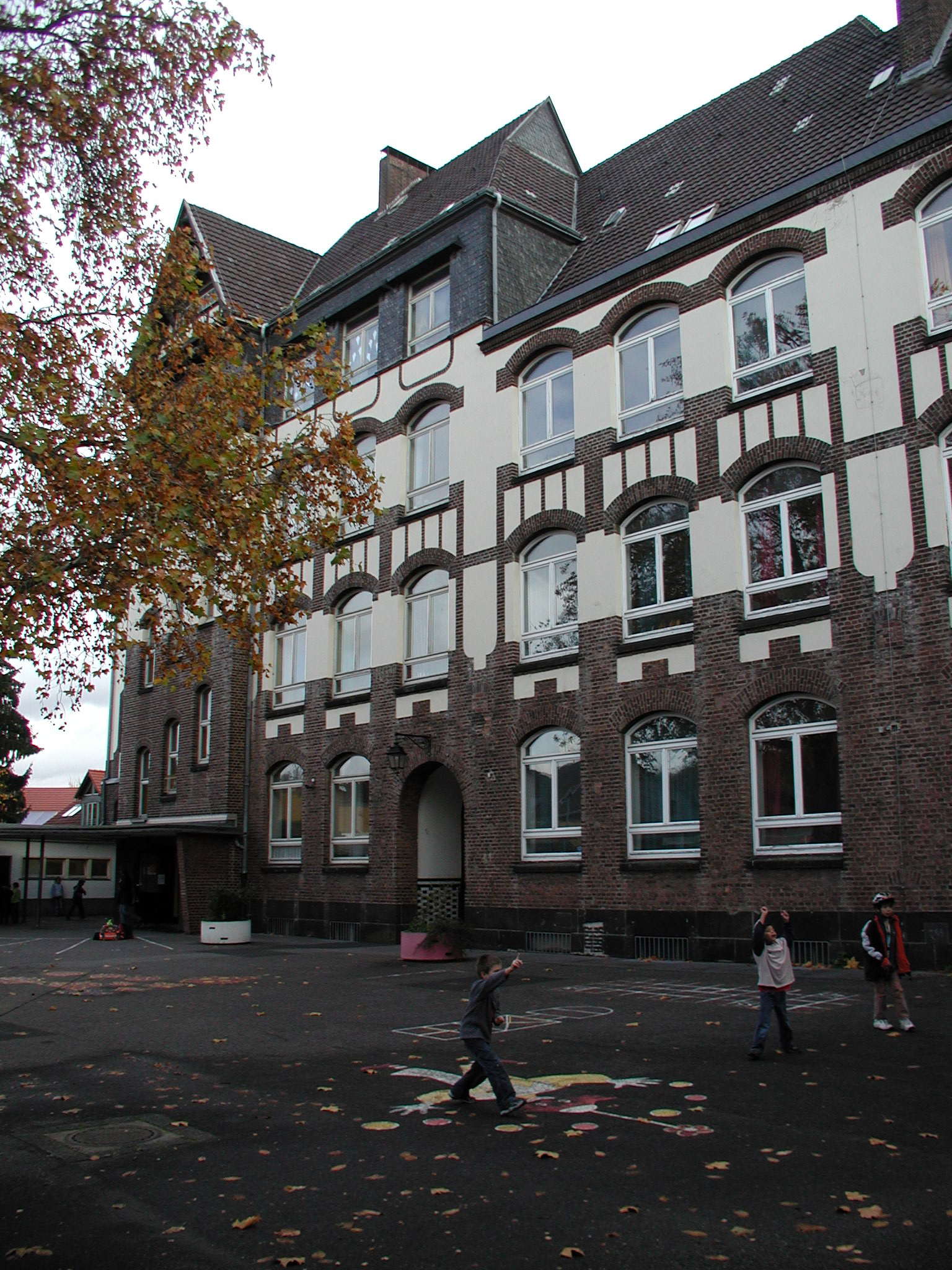
Grundschule Müngersdorf, erbaut 1904/05

1806 wird auch eine Schule in Müngersdorf erwähnt, es handelt sich um ein kleines Haus auf dem jetzigen Grundstück Wendelinstraße 77, in dem zugleich Polizeistation und Lehrerwohnung untergebracht waren. Mit dieser ersten Zwergschule musste man sich über 50 Jahre bis zum Neubau 1858 begnügen. Der Neubau, versehen mit einem großen Schulsaal, Lehrer- und Dienstwohnung, entstand auf dem Grundstück der heutigen Stadion-Apotheke. Trotz späterer Aufstockung und Erweitern auf fünf Klassenräume – bis 1905 war die Schülerzahl auf 243 angewachsen – wurde wieder ein größeres Schulhaus erforderlich. Am 14. September 1905 schließlich bezogen Lehrer und Kinder die neue Schule in der Wendelinstraße 64. Die Schule wurde nun ständig erweitert, da die Zahl der Schulkinder mit dem Wachsen des Ortes beständig zunahm, 1937 zählte man 1.104 Schüler, aufgeteilt in 19 Klassen.
Müngersdorf hat heute (Stand: 2024):
- Die Gemeinschaftsgrundschule Müngersdorf, Wendelinstraße, mit 166 Schülern
- Die Ernst-Simons-Realschule, Alter Militärring, mit 456 Schülern
- Die Anna-Freud-Schule, Alter Militärring, LVR-Förderschule mit 260 Schülern
- Das Gymnasium Müngersdorf, Aachener Straße, Neugründung 2022 dreizügig, noch im Aufbau

Weitere in Müngersdorf angesiedelte Bildungseinrichtungen sind:
- Deutsche Sporthochschule mit Bundesleistungszentren (einzige Sporthochschule in Deutschland)
- Freiluga, Freiluft- und Gartenarbeitsschule, Belvederestraße

## Rheinenergiestadion/Müngersdorfer Stadion

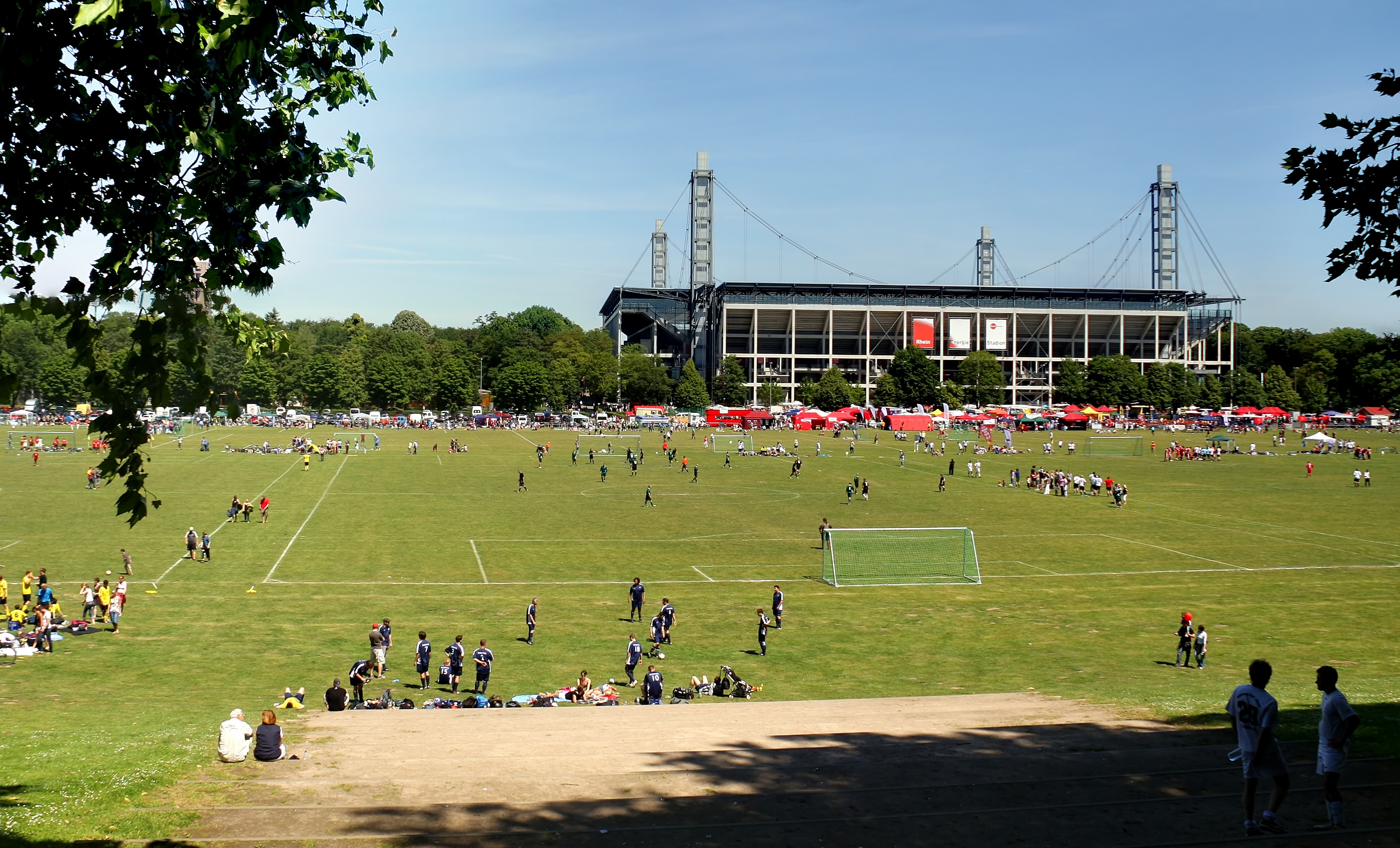
Jahnwiese und Stadion

Die über viele Jahrzehnte unter dem Namen „Müngersdorfer Stadion“ bekannte Sportanlage wurde in den 1920er Jahren von K. Theo Nußbaum, Leiter der Entwurfsabteilung der Städtischen Gartenbaudirektion, geplant.
Angelegt wurde die Anlage mit einer Haupt-, einer West- und einer Ostkampfbahn; die Haupttribüne hatte 3000 Sitzplätze. Die Kosten der Gesamtanlage summierten sich auf 47,4 Mio. Mark. Im Jahr 1923 wurde das Bauwerk durch den damaligen Oberbürgermeister Konrad Adenauer eingeweiht. Lange Zeit galt die alte Hauptkampfbahn als eine der schönsten und funktionell besten Sportanlagen Europas.

## Verkehr

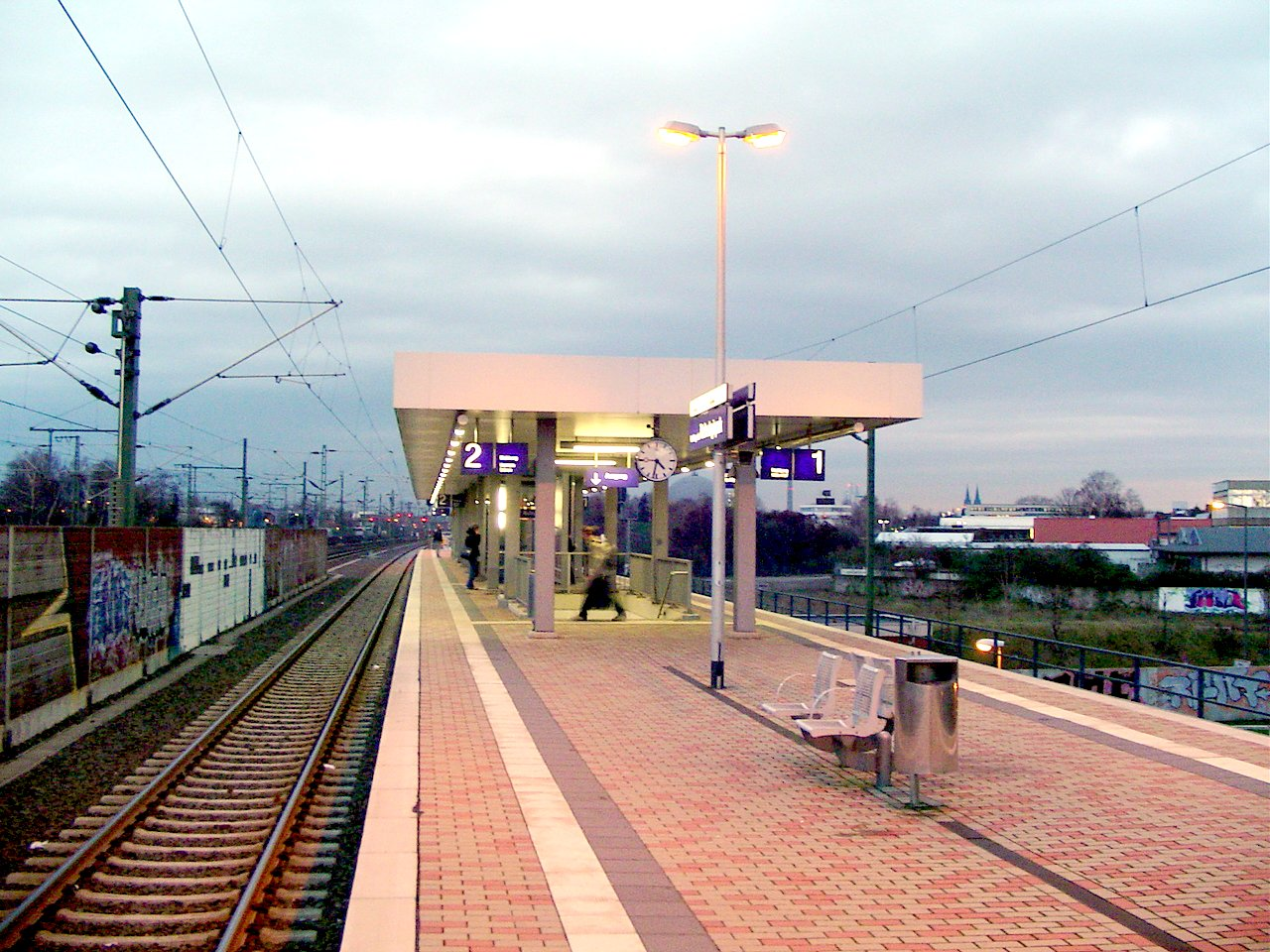
Köln-Müngersdorf Technologiepark

Hauptverkehrsader ist die Aachener Straße, gekreuzt von der durch den alten Ortskern führenden Straße „Alter Militärring“.
- Stadtbahnlinie 1, Stadtbuslinien 141, 143, 144.

Im Schienenpersonennahverkehr wird der S-Bahn Haltepunkt Köln-Müngersdorf Technologiepark von folgenden Linien bedient (Stand 13. Dezember 2020):
| Linie | Verlauf / Anmerkungen | Takt (Mo–Fr)                                 |
| ----- | --- | -------------------------------------------- |
| S 12  | Horrem – Frechen-Königsdorf – Köln-Weiden West – Köln-Lövenich – Köln-Müngersdorf Technologiepark – Köln-Ehrenfeld – Köln Hansaring – Köln Hbf – Köln Messe/Deutz – Köln Trimbornstraße – Köln Airport Businesspark – Köln Steinstraße – Porz (Rhein) – Porz-Wahn – Spich – Troisdorf – Siegburg/Bonn – Hennef (Sieg) – Hennef Im Siegbogen – Blankenberg (Sieg) – Merten (Sieg) – Eitorf – Herchen – Dattenfeld (Sieg) – Schladern (Sieg) – Rosbach (Sieg) – Au (Sieg) Stand: Fahrplanwechsel Dezember 2023                          | 20 min (zur HVZ) 60 min(ausserhalb der HVZ)  |
| S 19  | Düren – Merzenich – Buir – Sindorf – Horrem – Frechen-Königsdorf – Köln-Weiden West – Köln-Lövenich – Köln-Müngersdorf Technologiepark – Köln-Ehrenfeld – Köln Hansaring – Köln Hbf – Köln Messe/Deutz – Köln Trimbornstraße – Köln Frankfurter Straße – Köln/Bonn Flughafen – Porz-Wahn – Spich – Troisdorf – Siegburg/Bonn – Hennef (Sieg) – Hennef Im Siegbogen – (Blankenberg (Sieg) /) Merten (Sieg) – Eitorf – Herchen – Dattenfeld (Sieg) – Schladern (Sieg) – Rosbach (Sieg) – Au (Sieg) Stand: Fahrplanwechsel Dezember 2023 | 20/40 min (Horrem–Hennef) 60 min (Hennef–Au) |

## Einzelbelege
1. ↑  Fritz Fremersdorf: Der römische Gutshof Köln-Müngersdorf (= Römisch-germanische Forschungen. Band 6). Walter de Gruyter, Berlin 1933 (Digitalisat).
2. ↑  Heinz Günter Horn (Hrsg.): Die Römer in Nordrhein-Westfalen. Theiss, Stuttgart 1987, S. 502–505.
3. ↑  Fritz Fremersdorf: Das fränkische Reihengräberfeld von Köln-Müngersdorf (= Germanische Denkmäler der Völkerwanderungszeit. Serie A, Band 6). Walter de Gruyter, Berlin 1955; Frank Siegmund: Merowingerzeit am Niederrhein (= Rheinische Ausgrabungen. Band 34). Rheinland-Verlag, Köln 1989, S. 187–191.
4. ↑  Amtsblatt der Regierung zu Köln 1867, S. 4
5. ↑  Sportpark Müngersdorf (Memento des Originals vom 25. Juni 2016 im Internet Archive)  Info: Der Archivlink wurde automatisch eingesetzt und noch nicht geprüft. Bitte prüfe Original- und Archivlink gemäß Anleitung und entferne dann diesen Hinweis.. Jahr 1923: Onlineausstellung '100 Jahre Landschaftsarchitektur' vom bdla. Abgerufen am 25. März 2014.
6. ↑  Archivierte Kopie (Memento des Originals vom 10. März 2014 im Internet Archive)  Info: Der Archivlink wurde automatisch eingesetzt und noch nicht geprüft. Bitte prüfe Original- und Archivlink gemäß Anleitung und entferne dann diesen Hinweis.
7. ↑  Kölner Stadtteilinformationen. Stadt Köln, Amt für Stadtentwicklung und Statistik, abgerufen am 2. Januar 2023.